# Múscul suprahioidal

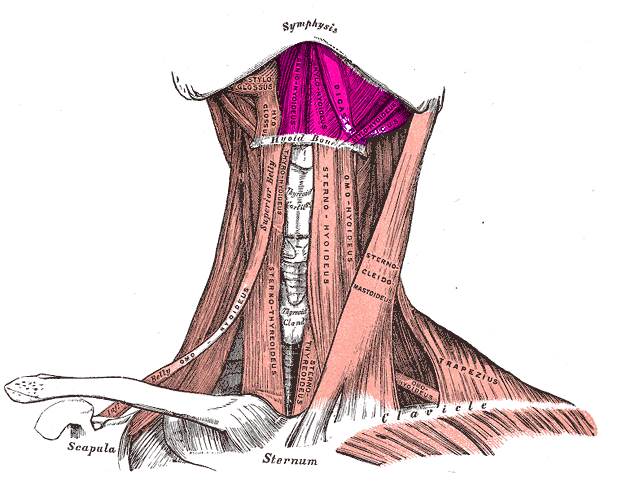
Músculs del coll. Els músculs suprahioidals estan colorejats de rosa. L'os hioide és la línia blanca horitzontal de la part de dalt.

Els músculs suprahioidals (musculi suprahyoidei), com el seu nom indica, estan per damunt del nivell de l'os hioide i actuen principalment per elevar la laringe.
És un grup muscular que comprèn quatre músculs:
- Múscul digàstric
- Múscul estilohioidal
- Múscul milohioidal
- Múscul geniohioidal

Són elevadors laringis extrínsecs i la seva funció és elevar la laringe dins del coll; per exemple, durant la deglució. Pel que fa a la fonació, la seva acció permet incrementar la ressonància del trajecte vocal en els tons més aguts, tot escurçant la longitud del plec vocal.